# Macrotus californicus
Macrotus californicus là một loài động vật có vú trong họ Dơi mũi lá, bộ Dơi. Loài này được Baird mô tả năm 1858.

## Hình ảnh

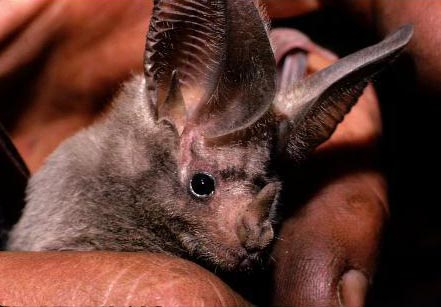